# St.-Aegidien-Kirche (Brücken)

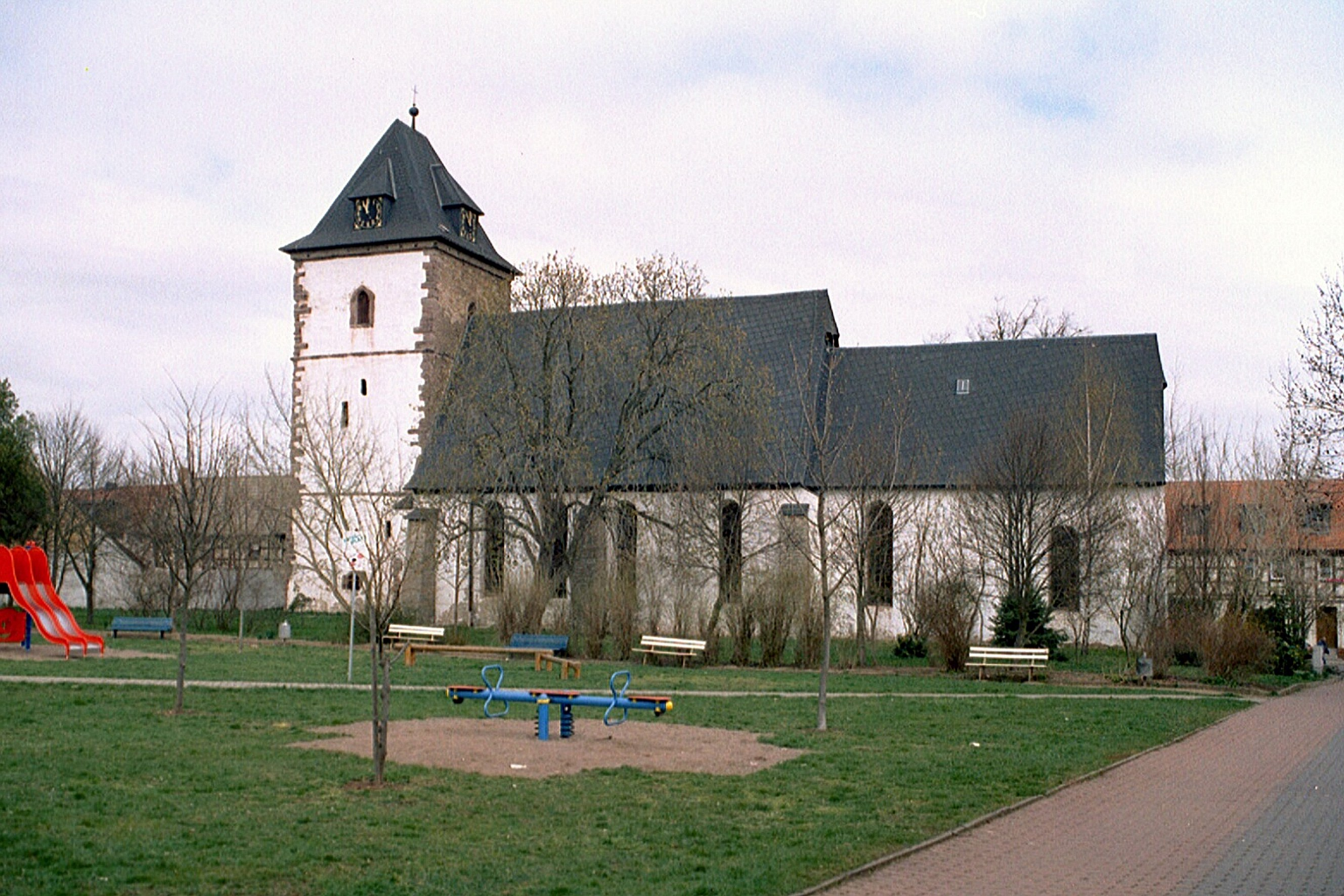
St.-Aegidien in Brücken

Die evangelische Kirche St.-Aegidien befindet sich in Brücken, einem Ortsteil der Gemeinde Brücken-Hackpfüffel im Landkreis Mansfeld-Südharz in Sachsen-Anhalt. Die St.-Aegidien-Kirche ist die einzige Kirche von Brücken und gehört zum Kirchenkreis Eisleben-Sömmerda der Evangelischen Kirche in Mitteldeutschland. Sie steht unter Denkmalschutz und ist mit der Erfassungsnummer 094 81804 im Denkmalverzeichnis des Landes registriert.

## Beschreibung

### Gebäude
Das Kirchengebäude ist ein langgestreckter Saalbau mit einem eingezogenen, quadratischen Chor, der aus dem 13. Jahrhundert stammt. Dieser wurde nachträglich um ein Joch nach Osten verlängert. Das Kirchenschiff ist barock verändert. Das Obergeschoss des quadratischen Westturms wurde in den Jahren 1986/87 abgetragen und mit einem abgewalmten Satteldach geschlossen. In den Jahren 1991 bis 1997 erfolgte eine Restaurierung des Gebäudes.

### Innenraum und Ausstattung
Im Innenraum trennt ein spitzbogiger Triumphbogen Schiff und Chor. Beide Chorteile sind mit gratigen Gewölben versehen. Im jüngeren Anbau besitzen diese eine geringere Scheitelhöhe. Im Schiff befinden sich eine hölzerne Tonnendecke sowie eine doppelgeschossige Hufeisenempore. Die rundbogigen Fenster des Schiffs stammen aus dem Jahr 1859. Das auf dem Altaraufsatz befindliche Gemälde mit einer Gethsemanedarstellung aus dem Jahr 1703 stammt von Samuel Bottschild d. J. und wurde im Jahr 1859 übermalt. Die in der Kirche befindliche Sandsteintaufe kann mit einer Inschrift auf das Jahr 1598 datiert werden. An deren Kuppa befinden sich ein reliefierter Kruzifixus sowie Inschrift- und Ornamentfelder. An der aus dem Jahr 1712 stammenden Kanzel sind auf Ovalbildern Petrus, die Eherne Schlange, das Lamm Gottes und Christus dargestellt.

## Sonstiges
An der Nordwand des Chors befindet sich ein stark verwittertes Sandsteinepitaph für den 1579 verstorbenen Anton von Werthern.